# 森永牛奶糖
森永牛奶糖為日本森永製菓製造的一種牛奶糖商品。

## 歷史
森永牛奶糖的發明為森永西洋菓子製造所（森永製菓前身）於1899年（明治32年）創業時即存在之始祖商品，但現在的商品名是1913年（大正2年）6月10日才出現。原先森永牛奶糖屬於較軟的焦糖，透過創始者森永太一郎的改良而變成便於攜帶的糖果。
早期的牛奶糖是以鐵罐為容器的高級商品出售，在近代則使用小紙盒的包裝大批販賣。在所有森永製菓產品中，森永牛奶糖是目前唯一仍使用最早期天使商標的商品。在日本原版的牛奶糖盒內，會印刷介紹各種大正至昭和時代之間的舊照片，介紹當時熱門的景點。
商品名自「焦糖」改名「森永牛奶糖」的6月10日、被視為對森永牛奶糖的重要之日。2013年6月10日迎接一百年誕生。

## 包裝設計
森永牛奶糖原味的盒裝外衣以鉻黃色為底，以白色描繪出典禮絲帶的外框，上方放上天使標記，中央縱書為「森永牛奶糖」。絲帶兩側寫上「滋養豊富」「風味絶佳」的對句。盒子背面寫上「森永謹製」的標記。
1962年（昭和37年）至1970年中，森永曾邀請美國廣告設計師Walter Landor畫出較具現代感的包裝。但由於調查發現消費者對傳統包裝的接受度較大，森永恢復為原本的包裝。

## 事件
2019年8月，中華民國衛生福利部食品藥物管理署於網路上公布中元節食品專案稽查結果，指台灣森永製菓製造之森永牛奶糖與「森永黑糖黑芝麻牛奶糖」的動物性成分檢驗結果均為陰性，沒驗出牛奶，涉嫌未添加奶製品，認定違規。但臺北市政府衛生局證實台灣森永製菓在配方及投料部分均有奶製品，確認森永牛奶糖含有牛奶；食藥署隨即更改稽查結果為合格，引發外界質疑。輔仁大學食品科學系名譽教授丘志威表示，食藥署把去氧核醣核酸（DNA）檢驗方式用來驗牛奶糖，是捨近求遠、好高騖遠、殺雞用牛刀，即使有效也是浪費高科技。台灣森永製菓表示，牛奶糖屬於高度純化精煉加工的食品，在烹煮過程中有段時間達到攝氏120度以上，可能破壞原有的DNA；而食藥署委外所使用的即時聚合酶鏈式反應檢驗方法可能有其限制，才無法精確評估。

## 外部連結
- 森永牛奶糖 （页面存档备份，存于） （森永製菓）
- 森永牛奶糖 （页面存档备份，存于）（台灣森永製菓）